# Šiauliai
Šiauliai ( escoltar (?·pàg.)) és la quarta ciutat més gran de Lituània, situada al comtat de Šiauliai, d'on entre el 1994 i el 2010 en va ser la capital. Unoficialment, la ciutat és la capital del nord de Lituània. S'hi troba l'Aeroport Internacional de Šiauliai.

## Fills il·lustres
- Vytautas Laurušas (1930 - 2019) compositor.